# Respect (партия)
Respect (англ. «Уважение») — коалиция, а затем политическая партия левой направленности, основанная 25 января 2004 в Лондоне. Название является акронимом от первых букв слов Respect, Equality, Socialism, Peace, Environmentalism, Community и Trade Unionism, обозначающих Уважение, Равенство, Социализм, Мир, Защита окружающей среды, Общество, и Профсоюзное движение. Первоначально это была не партия, а коалиция партий — Respect — The Unity Coalition.

## Политика
«Respect» был создан в январе 2004 года на фоне нарастающих социальных проблем и участия Великобритании в войны в Ираке, чтобы мобилизовать граждан на антивоенные протесты. Помимо проблемы войны, инициаторы коалиции попытались «обеспечить всеобъемлющую и содержательную альтернативу приватизации». Таким образом, с самого начала в партии имелась широкая социалистическая повестка дня.
Коалиция «Respect» объединила под знамёнами борьбы за социальную справедливость и против войны и неолиберального капитализма некоторые леворадикальные организации (Революционную коммунистическую партию Великобритании (марксистско-ленинскую) или Социалистическую рабочую партию, вышедшую из состава коалиции в 2007 году), выходцев из Лейбористской партии вроде Джорджа Галлоуэя, профсоюзных и общественных деятелей — от кинорежиссёра-троцкиста Кена Лоуча до представителей Мусульманского совета Великобритании.
Идеология партии включает:
- национализация железных дорог и других общественных объектов;
- оппозиция принятой правительством программе приватизации службы здравоохранения и системы образования, включая оппозицию плате за обучение в ВУЗах. Поддержка увеличения пенсий до размера средней зарплаты.
- увеличение минимального размера оплаты труда до (как это назвал Европейский союз) «порога благопристойности» — 7,40£ в час;
- увеличение подоходного налога на богатых;
- отмена законодательства «отношений между предпринимателями и рабочими», введенного Консервативной партией в 1980-х годах;
- защита прав беженцев и других претендентов на получение политического убежища;
- поддержка Палестины и окончание политики терпимости относительно действий Израиля в Палестине;
- поддержка движений за охрану окружающей среды;
- поддержка мирного решения спора между Пакистаном и Индией в Кашмире.

В уставе партии заявляется, что их цель — «создание социально и экологически устойчивого общества».

### Парламентские выборы 2005
На всеобщих выборах Соединенного Королевства в году 2005 «Respect» баллотировал своих членов в 26 избирательных округах, что обеспечило избрание одного представителя в парламент. Джордж Галлоуей, с огромным перевесом над всеми оппонентами был избран в Лондонском округе Bethnal Green and Bow. Другие кандидаты пришли вторыми в трех избирательных округах: Бирмингеме, Истхэме и Вестхэме. Безусловно, их лучшим результатом вне Лондона был успех в Бирмингеме, где в округе Sparkbrook Сельма Якуб сенсационно стала второй с 27,5 % голосов.

## Состав
Инициаторами создания коалиции «Respect» были журналист «Гардиан» Джордж Монбио и Сельма Якуб из «Stop the War Coalition». Поскольку членам «Respect» не запрещено иметь членство в других партиях, их поддержали:
- Мусульманская ассоциация Великобритании и Мусульманский совет Великобритании;
- Сеть социалистического единства;
- Социалистическая рабочая партия;
- постмаоистская Революционная коммунистическая партия Великобритании (марксистско-ленинская).

Известные участники:
- Джордж Гэллоуэй, бывший член парламента, исключённый из Лейбористской партии Великобритании;
- Сельма Якуб — мусульманская антивоенная активистка;
- Линда Смит — британский политический деятель;
- Abjol Miah — кандидат в парламент[7];
- Кен Лоуч — кинорежиссёр.

СМИ часто предполагают, что Джордж Гэллоуэй — лидер партии, однако согласно партийному уставу Respect не имеет единоличного лидера как такового и управляется избранным «национальным советом», полный список которого может быть найден на их веб-сайте; в госрегистре политических партий лидером партии значится Салма Якуб (ранее Линда Смит и Ник Рэк).
Крупнейший скандал потряс «Respect» в 2007 году, когда из его состава вышла крупнейшая политическая организация — Социалистическая рабочая партия, несогласная с чрезмерным влиянием Гэллоуэя, а также со значительными уступками реформизму и электорализму, с замыканием в кругу мусульманской общины. В свою очередь, Линда Смит от имени руководства «Respect» обвинила СРП в политическом сектантстве.

## Международные связи
«Respect» участвовал в работе Европейских антикапиталистических левых. В 2005 году коалиция участвовала во втором съезде Партии европейских левых по приглашению её председателя Фаусто Бертинотти. В 2008 году представители «Respect» прибыли на собрание европейских левых партий, организованное во Франции Новой антикапиталистической партией.